# Zaglyptogastra levisulcata
Zaglyptogastra levisulcata är en stekelart som beskrevs av Donald L.J. Quicke 1991. Zaglyptogastra levisulcata ingår i släktet Zaglyptogastra och familjen bracksteklar. Inga underarter finns listade i Catalogue of Life.